# An Comunn Gàidhealach
An Comunn Gàidhealach (ACG; [əŋ ˈkʰomən̪ˠ ˈkɛː.əl̪ˠəx]  wörtlich „Die gälische Gesellschaft“), allgemein bekannt als An Comunn, ist eine 1891 in Oban gegründete, schottische Organisation zur Unterstützung und Förderung der gälischen Sprache, der schottisch-gälischen Sprache, der Kultur und Geschichte auf lokaler, nationaler und internationaler Ebene. Die Gesellschaft ist eng verbunden mit dem Royal National Mòd. Als Symbol wählte die Gesellschaft die irische Sonnenfahne und weitere Symbole des keltischen Erbes.

## Geschichte

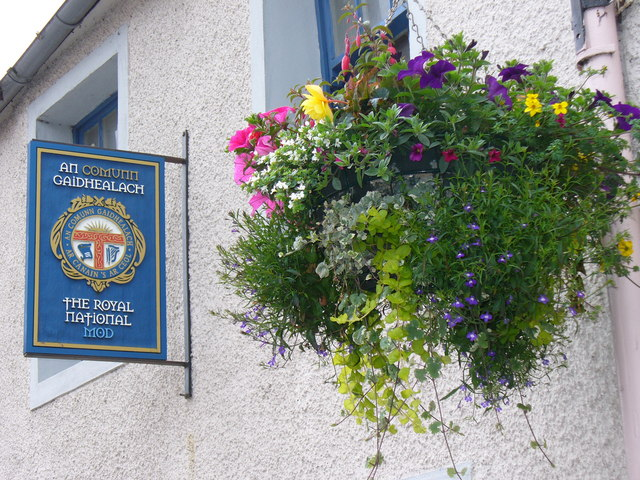
Wappen der Gesellschaft

1872 wurde per Gesetz Englisch als Schulsprache in Schottland eingeführt. Das führte zu einem Rückgang des Gälisch sprechenden Bevölkerungsanteils Schottlands. 1891 wurde An Comunn in Oban gegründet, um das Erlernen und den Gebrauch der gälischen Sprache zu fördern. 1892 wurde ein Festival, gälisch Mòd, eingeführt, das die Musik und Kultur der Highlands feierte. Dieses Festival lebt bis heute weiter, inzwischen mit einer Royal Charter unter königlicher Patronage als das Royal National Mòd (Charity No. SCO01282).